# Harta (Bács-Kiskun)
Pour les articles homonymes, voir Harta.
Harta (en allemand : Hartau) est un village de Hongrie de 3 869 habitants situé à 100 km au sud de la capitale Budapest sur la rive gauche du Danube.
Le village est peuplé en grande partie de descendants des Allemands venus s'installer dans la région au XVIIIe siècle.

## Jumelages
- Anse (France)
- Loßburg (Allemagne)
- Hammerbrücke (Allemagne)